# .рф
（羅馬化為；DNS名稱為「.xn--p1ai」）是俄羅斯的國際化國家及地區頂級域。
而俄羅斯的傳統國家及地區頂級域是.ru。